# لاندري شوفان
لاندري شوفان (7 ديسمبر 1968 في فرنسا - ) (بالفرنسية: Landry Chauvin)‏ هو مدرب كرة قدم ولاعب كرة قدم فرنسي في مركز الوسط. لعب مع ستاد لافال ونادي فيتريه الرياضي ‏.

## وصلات خارجية
- لاندري شوفان على موقع قاعدة بيانات كرة القدم.إي يو (الإنجليزية)
- لاندري شوفان على موقع Soccerway.com (الإنجليزية)
- لاندري شوفان على موقع عالم كرة القدم.نت (الإنجليزية)
- لاندري شوفان على موقع GSA (الإنجليزية)